# Бад Залцунген
Бад Залцунген (њем. Bad Salzungen) град је у њемачкој савезној држави Тирингија. Једно је од 61 општинског средишта округа Вартбург. Према процјени из 2010. у граду је живјело 16.008 становника. Посједује регионалну шифру (AGS) 16063003.

## Географски и демографски подаци
Бад Залцунген се налази у савезној држави Тирингија у округу Вартбург. Град се налази на надморској висини од 241 метра. Површина општине износи 39,1 km². У самом граду је, према процјени из 2010. године, живјело 16.008 становника. Просјечна густина становништва износи 410 становника/km².

## Међународна сарадња
| Мјесто       | Држава   | Врста сарадње | Од    |
| ------------ | -------- | ------------- | ----- |
| Исхој        | Данска   | партнерство   | 2000. |
| Мезекеведешд | Мађарска | партнерство   | 2000. |
| Стракоњице   | Чешка    | партнерство   | 2000. |
| Извор        |          |               |       |